# María Juana Heras Velasco
María Juana Heras Velasco (Santa Fe, 20 de noviembre de 1924 - Buenos Aires, 30 de septiembre de 2014) fue una escultora de la segunda mitad del siglo XX en la Argentina. 

## Trayectoria
A lo largo de su trayectoria realizó exposiciones individuales y colectivas en el ámbito nacional e internacional, y obtuvo premios y distinciones, entre ellos, Primer Premio, Salón Nacional de Escultura (1983); Primer Premio, Fundación Fortabat (1984); Premio a la Trayectoria Artística, Fondo Nacional de las Artes (1998); Premio “Leonardo” a la Trayectoria (1999); Premio Cultura Nación (2007); y 4 Premios Konex (1982, 1992, 2012, 2012). 
Sus obras integran las colecciones de Museo Nacional de Bellas Artes, Museo de Arte Moderno de Buenos Aires, Museo de Artes Plásticas “Eduardo Sívori”, Fondo Nacional de las Artes, Museo Castagnino + MACRO, Museo de Arte Latinoamericano de La Plata, Museo de Arte Contemporáneo Raúl Lozza, Cancillería Argentina, Collection of Latin American Art, University of Essex, Reino Unido, Embajada Argentina en Venezuela, Caracas y colecciones privadas.

## Archivo Taller Heras Velasco
En 2012 se comenzó a trabajar en la catalogación de la obra de María Juana, y en la organización del material documental producido por la artista durante más de 50 años de trayectoria. Este acervo, cuantioso y heterogéneo, constituye material fundamental para contextualizar y profundizar el conocimiento acerca de la artista y de su producción.
Entre los documentos que lo integra se puede encontrar correspondencia (recibida y enviada) a artistas e instituciones, postales, escritos personales, cuadernos de notas, catálogos de materiales, agendas, fotografías, diapositivas, catálogos de exposiciones, prensa, premios, entre otros.
Luego de una inundación ocurrida en el taller donde la artista había trabajado los últimos 20 años, se realizaron una serie de reparaciones que permitieron generar allí las condiciones ambientales adecuadas para albergar su legado. Así, en 2015, se pudo concretar un importante objetivo: reunir en su taller el conjunto de sus obras, sus herramientas, y su archivo completo, hasta entonces disperso. Así nació el Archivo Taller Heras Velasco con el objetivo de contribuir activamente a la investigación, conservación y difusión su obra. Actualmente el ATHV responde solicitudes de investigadores, curadores, docentes e instituciones del campo del arte, brindando información, gestionando préstamo de obra para distintas exposiciones. Brinda, también, información necesaria para la restauración de obras pertenecientes a colecciones privadas y públicas, entre ellas, el Museo Nacional de Bellas Artes y el Museo de Arte Moderno de Buenos Aires.
En 2019 el Archivo Taller Heras Velasco firmó un convenio con el Instituto de Investigación en Arte y Cultura “Dr. Norberto Griffa” de la Universidad de Tres de Febrero para avanzar en su digitalización, con el objetivo de brindar acceso público al archivo. A medida que son procesados y digitalizados, los documentos son incorporados a la base de datos del Archivo IIAC, donde se encuentran disponibles para la consulta abierta y gratuita.